# 針谷岳晃
針谷 岳晃（はりがや たけあき、1998年10月15日 - ）は、埼玉県久喜市出身のプロサッカー選手。ポジションはミッドフィールダー。Jリーグ・福島ユナイテッドFC所属。

## 経歴

### プロ入り前
茨城県古河市の古河AZUL SCでサッカーを始め、中学時代はFC古河ジュニアユースに在籍した。当時は左サイドバックを務めており全国的にも無名に近い存在だったが、高校進学の際に地元埼玉の昌平高等学校から勧誘を受けて同校を選択した。同期には松本泰志、1学年下に佐相壱明がいる。
高校では左サイドハーフとして起用され、1年時の第93回全国高等学校サッカー選手権大会では登録メンバーに選ばれた。3年生時になりボランチにコンバートされると才能が開花し、2016年夏の全国高等学校総合体育大会にレギュラーとして出場。相手のプレッシャーをいなす巧みなボールコントロールと展開力を発揮し、2回戦の東福岡高等学校戦では決勝点をあげる活躍を見せるなどベスト4進出に貢献した。
同年10月18日、J1リーグ・ジュビロ磐田への入団内定が発表された。一方、高校選手権予選では優勝候補として臨むも準決勝で正智深谷高等学校に敗退、プリンスリーグ関東・参入決定戦ではジェフユナイテッド市原・千葉U-18に延長戦の末に敗れ、昇格を逃した。

### ジュビロ磐田
2017年1月、磐田へ正式に加入。名波浩監督のフィジカルコンタクトを受けやすくプレーに制約が増えるという考えから、ボランチではなくトップ下で起用されることになった。3月15日のルヴァンカップ第1節 北海道コンサドーレ札幌戦でプロデビュー、5月3日のルヴァンカップ第4節 柏レイソル戦でプロ入り初先発を飾った。
2019年6月30日、J1第17節・川崎フロンターレ戦の後半13分に荒木大吾と交代で途中出場し、J1リーグデビューを果たした。
2020年10月28日、ギラヴァンツ北九州へ期限付き移籍すると発表された。

### ギラヴァンツ北九州
2020年11月1日、J2第30節・ツエーゲン金沢戦、後半70分に途中投入され移籍後直ぐにデビューを飾る。続く第31節の大宮アルディージャ戦でも途中投入され、ホームスタジアムのミクニワールドスタジアム北九州のピッチに初めて姿を見せると場内から大きな拍手で地元サポーターに迎えられた。そこから10試合連続でスタメン出場を果たした（第40節の磐田戦は契約の関係上、出場記録なし) 。特に第36節の水戸ホーリーホック戦では後半82分に針谷の鮮やかなスルーパスが貴重な同点ゴールを呼び込み記念すべきリーグ戦初アシストをマークした。
2021年1月6日、ギラヴァンツ北九州への期限付き移籍の延長が発表された。この年はJ2リーグ戦35試合で出場となったが、チームはJ3降格となった。
2022年は、J3リーグ開幕戦から、天皇杯本大会1回戦を含む公式戦13試合でフル出場していたが、6月12日、J3第12節対福島戦で左膝内側側副靭帯損傷、全治8週間と診断され、続く第13節から欠場となった。

### ジュビロ磐田復帰
2023年シーズンにジュビロに復帰。
2023年11月28日、契約満了で2023年シーズンをもってチームを退団。

### 福島ユナイテッドFC
2024年1月、福島に完全移籍した。

### 代表
2016年8月、SBSカップ 国際ユースサッカーに出場するU-19日本代表に選出され、8月14日に行われたU-19コスタリカ代表戦では梶山幹太との交代で代表デビューを飾った。その後、第2戦の静岡ユース戦と第3戦のU-19スロバキア代表戦で先発出場するなど3試合に出場した。
2017年3月、U-20日本代表候補メンバーに選出されトレーニングキャンプに参加。同年5月から開催される2017 FIFA U-20ワールドカップの代表メンバーからは外れたが、フランスで開催されるトゥーロン国際大会に臨むU-19日本代表に選出された。
同年7月、AFC U-23選手権2018予選に挑むU-20日本代表メンバーに選出された。

## 所属クラブ
- 古河AZUL SC[6]
- FC古河ジュニアユース（久喜市立久喜東中学校）[6][26]
- 昌平高等学校[6]
- 2017年 - 2023年 ジュビロ磐田
  - 2020年10月 - 2022年  ギラヴァンツ北九州（期限付き移籍）
- 2024年 -  福島ユナイテッドFC

## 個人成績
| 国内大会個人成績 | 国内大会個人成績 | 国内大会個人成績 | 国内大会個人成績 | 国内大会個人成績 | 国内大会個人成績 | 国内大会個人成績 | 国内大会個人成績 | 国内大会個人成績 | 国内大会個人成績 | 国内大会個人成績 | 国内大会個人成績 |
| 年度             | クラブ           | 背番号           | リーグ           | リーグ戦         | リーグ戦         | リーグ杯         | リーグ杯         | オープン杯       | オープン杯       | 期間通算         | 期間通算         |
| 年度             | クラブ           | 背番号           | リーグ           | 出場             | 得点             | 出場             | 得点             | 出場             | 得点             | 出場             | 得点             |
| 日本             | 日本             | 日本             | 日本             | リーグ戦         | リーグ戦         | リーグ杯         | リーグ杯         | 天皇杯           | 天皇杯           | 期間通算         | 期間通算         |
| ---------------- | ---------------- | ---------------- | ---------------- | ---------------- | ---------------- | ---------------- | ---------------- | ---------------- | ---------------- | ---------------- | ---------------- |
| 2017             | 磐田             | 34               | J1               | 0                | 0                | 3                | 0                | 3                | 0                | 6                | 0                |
| 2018             | 磐田             | 34               | J1               | 0                | 0                | 1                | 0                | 0                | 0                | 1                | 0                |
| 2019             | 磐田             | 34               | J1               | 3                | 0                | 6                | 0                | 1                | 0                | 10               | 0                |
| 2020             | 磐田             | 34               | J2               | 7                | 0                | -                | -                | -                | -                | 7                | 0                |
| 2020             | 北九州           | 33               | J2               | 12               | 0                | -                | -                | -                | -                | 12               | 0                |
| 2021             | 北九州           | 17               | J2               | 35               | 0                | -                | -                | 1                | 0                | 36               | 0                |
| 2022             | 北九州           | 17               | J3               | 21               | 0                | -                | -                | 1                | 0                | 22               | 0                |
| 2023             | 磐田             | 34               | J2               | 8                | 0                | 2                | 0                | 1                | 0                | 11               | 0                |
| 2024             | 福島             | 17               | J3               | 38               | 2                | 1                | 0                | 1                | 0                | 40               | 2                |
| 2025             | 福島             | 7                | J3               |                  |                  |                  |                  |                  |                  |                  |                  |
| 通算             | 日本             | 日本             | J1               | 3                | 0                | 10               | 0                | 4                | 0                | 17               | 0                |
| 通算             | 日本             | 日本             | J2               | 62               | 0                | 2                | 0                | 2                | 0                | 66               | 0                |
| 通算             | 日本             | 日本             | J3               | 59               | 2                | 1                | 0                | 2                | 0                | 62               | 2                |
| 総通算           | 総通算           | 総通算           | 総通算           | 124              | 2                | 13               | 0                | 8                | 0                | 145              | 2                |

- 公式戦初出場 - 2017年3月15日 ルヴァンカップ第1節・対北海道コンサドーレ札幌戦（ヤマハスタジアム）[27]
- Jリーグ初出場 - 2019年6月30日 J1第17節・対川崎フロンターレ戦（ヤマハスタジアム）
- Jリーグ初得点 - 2024年7月7日 J3第20節 FC今治戦（とうほう・みんなのスタジアム）

## タイトル

### 個人
- 全国高校総合体育大会・優秀選手（2016年）[6]

## 代表歴
- U-19日本代表
  - SBSカップ 国際ユースサッカー（2016年）[6]
  - トゥーロン国際大会（2017年）[24]
- U-20日本代表[23][28]
  - AFC U-23選手権2018予選（2017年）[25]
  - M-150カップ（2017年）[29]
- U-21日本代表
  - スポーツ・フォー・トゥモロー（SFT）プログラム 南米・日本U-21サッカー交流（2018年）[30]